# Oenantheae
Oenantheae es una tribu de plantas con flores perteneciente a la familia Apiaceae.

## Géneros
Según Wikispecies
- Berula - Cicuta - Cryptotaenia  - Cynosciadium - Lilaeopsis - Limnosciadium - Oenanthe - Oxypolis - Perideridia - Ptilimnium - Sium

Según NCBI
| - Afrocarum - Berula - Cicuta - Cryptotaenia - Cynosciadium | - Daucosma - Helosciadium - Lilaeopsis - Limnosciadium - Neogoezia - Oenanthe | - Oxypolis - Perideridia - Ptilimnium - Sium - Trepocarpus |